# Aeonium nogalesii
Aeonium nogalesii är en fetbladsväxtart som beskrevs av A. Bañares Baudet. Aeonium nogalesii ingår i släktet Aeonium och familjen fetbladsväxter. Utöver nominatformen finns också underarten A. n. dasyphyllum.